# Festungsfront Oder-Warthe-Bogen

Plan des fortifications et du réseau

Festungsfront Oder-Warthe-Bogen (que l'on peut traduire par « Forteresse avancée Oder-Warta-Bogen »), aussi appelée Ostwall (« Mur de l'Est »), est un ensemble de fortifications souterraines érigé par l'armée allemande avant la Seconde Guerre mondiale. Construites de 1934 à 1938 entre l'Oder et la Warta, elles ont été les fortifications les plus avancées du Troisième Reich et se situe dans un territoire remit à la Pologne dans l'après-guerre. Elles ont compris une centaine de structures défensives en partie reliées par un réseau de tunnels. Certaines sections peuvent maintenant être visitées.

## Description
La partie centrale, située près de Boryszyn en Pologne, s'étend vers le nord sur une douzaine de kilomètres. Les casemates sont reliées grâce à un réseau de tunnels souterrains d'une longueur de 32 kilomètres, lesquels peuvent s'enfoncer jusqu'à 40 mètres sous terre. Le réseau comprend des rails, des ateliers, des salles de machines et des logements.

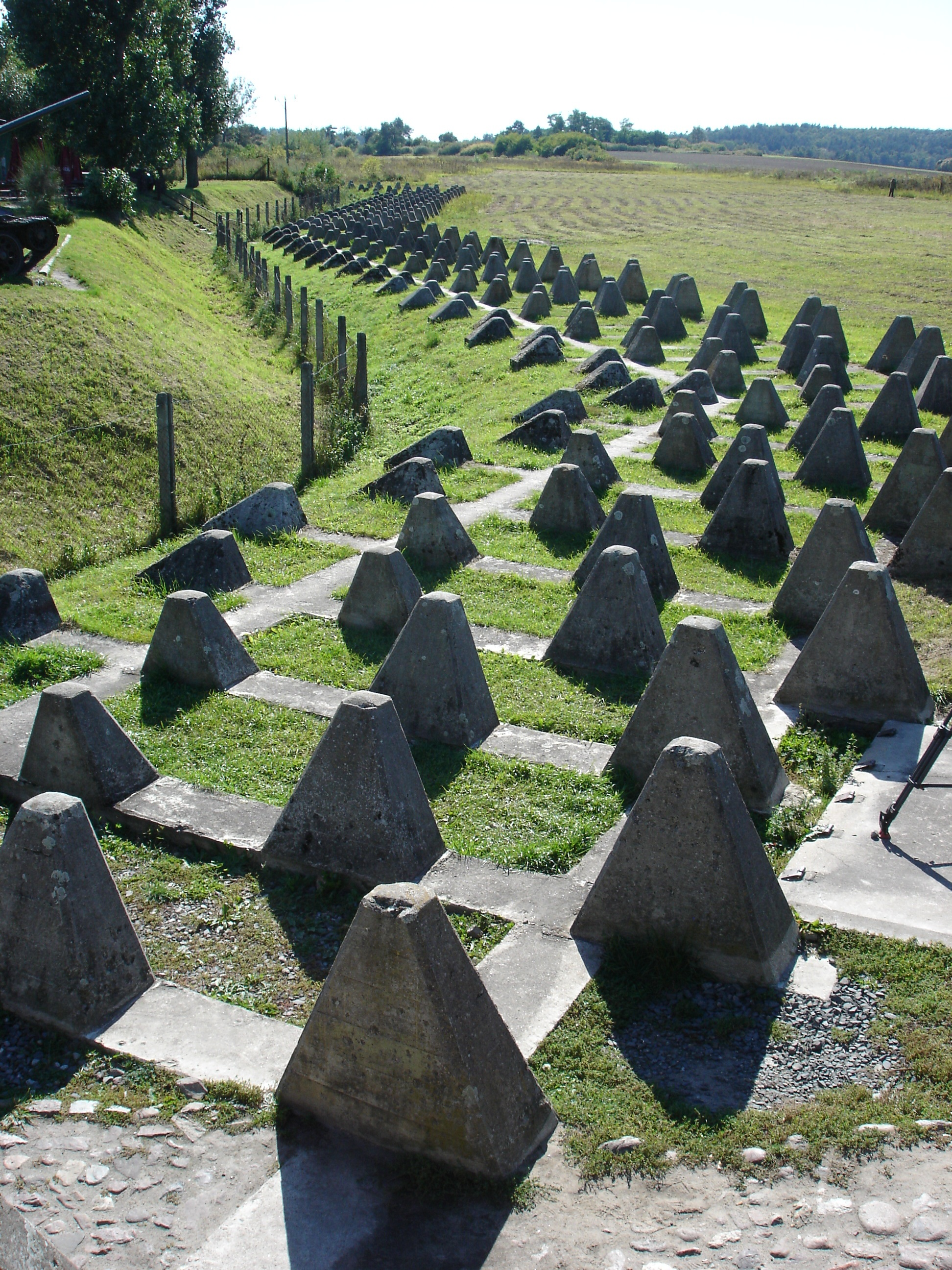
Ligne de défense contre les chars d'assaut.

En 2014, c'est devenu un grand refuge artificiel à chauve-souris pour l'Europe, accueillant plus de 37 000 chauve-souris de 10 espèces pendant leur hibernation. « Pour y pénétrer, il faut une autorisation, afin de protéger les chauves-souris contre des vandales et le flux de touristes ».